# Cladonia huberi
Cladonia huberi är en lavart som beskrevs av Ahti. Cladonia huberi ingår i släktet Cladonia och familjen Cladoniaceae.   Inga underarter finns listade i Catalogue of Life.